# 塞爾維亞航空
塞爾維亞航空（英語：Air Serbia）是塞爾維亞的國家航空公司，總部設在該國首都貝爾格萊德，並以貝爾格萊德尼古拉·特斯拉機場作為樞紐。塞爾維亞航空前身為南斯拉夫航空，於2013年進行重組，並於2013年10月26日正式重組為塞爾維亞航空。

## 歷史
2013年8月1日，南斯拉夫航空與阿提哈德航空訂立策略合作協議，阿提哈德航空將收購乍特航空及其經營權49％的股份，為期五年。而塞爾維亞政府將繼續持有剩餘的51％股份，並持有監察委員會中九個席位其中五個。於2013年10月，乍特航空正式進行重組，更名為塞爾維亞航空，並於2013年10月26日首航，首班航機由貝爾格萊德飛往阿布扎比。
塞爾維亞航空標誌由來自諾威薩的一個25歲的平面設計師Tamara Maksimović所設計，靈感原自塞爾維亞國徽。
另外，塞爾維亞航空採用了塞爾維亞網球運動員諾華克·祖高域的名字為其首部空中巴士A319命名，並將成為系列作品「塞爾維亞生活傳奇」的一部分。此外塞爾維亞職業籃球運動員戴域亦以自己的命字為公司的其中一部空中巴士A320命名。

## 航點
截至2019年8月，塞尔维亚航空通航32个国家和地区的60个目的地。

### 代碼共享
塞尔维亚航空与以下航空公司签订了代码共享协议：
| - 愛琴海航空 - 俄羅斯航空 - 中國國際航空 - 欧罗巴航空 | - 法國航空 - 塞舌尔航空 - 波罗的海航空 - 意大利航空 | - 保加利亞航空 - 以色列航空 - 阿提哈德航空 - 芬兰航空 | - 荷蘭皇家航空 - LOT波蘭航空 - 黑山航空 - 羅馬尼亞航空 |

## 機隊
截至2021年9月，塞爾維亞航空擁有以下機隊：

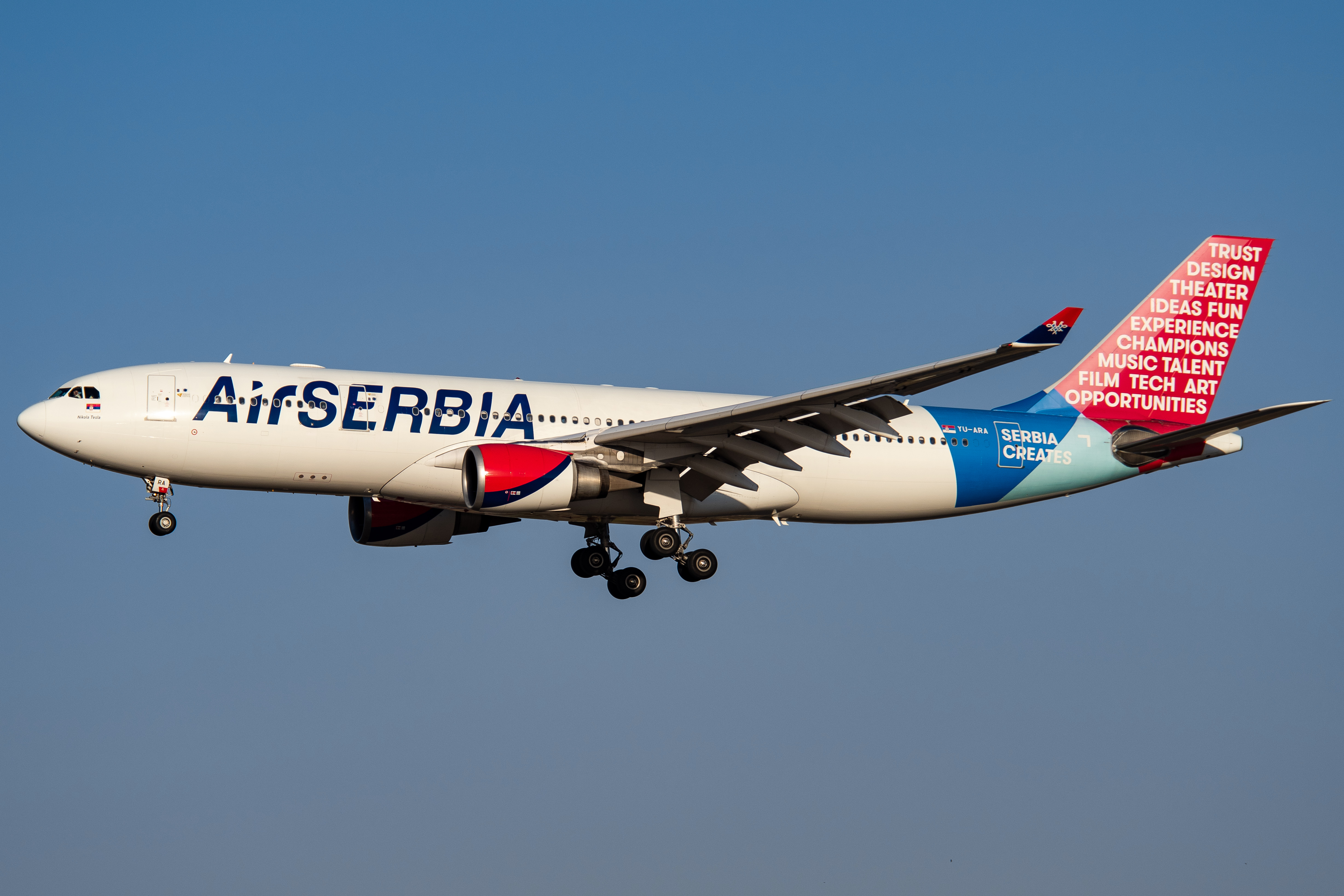
塞尔维亚航空空中客车A330-200在北京首都国际机场（非定期航班，摄于2020年），此客机现已计划退还给阿提哈德航空

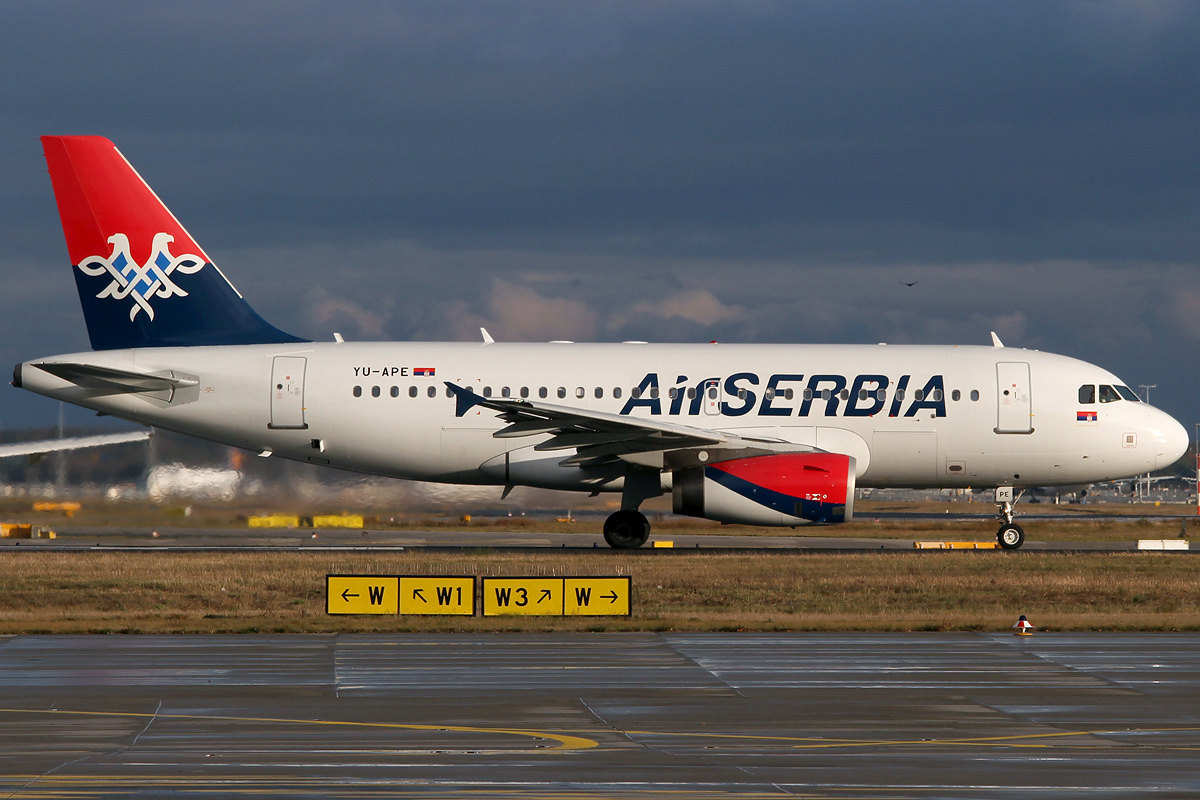
塞爾維亞航空空中巴士A319-100在法蘭克福機場（攝於2013年）

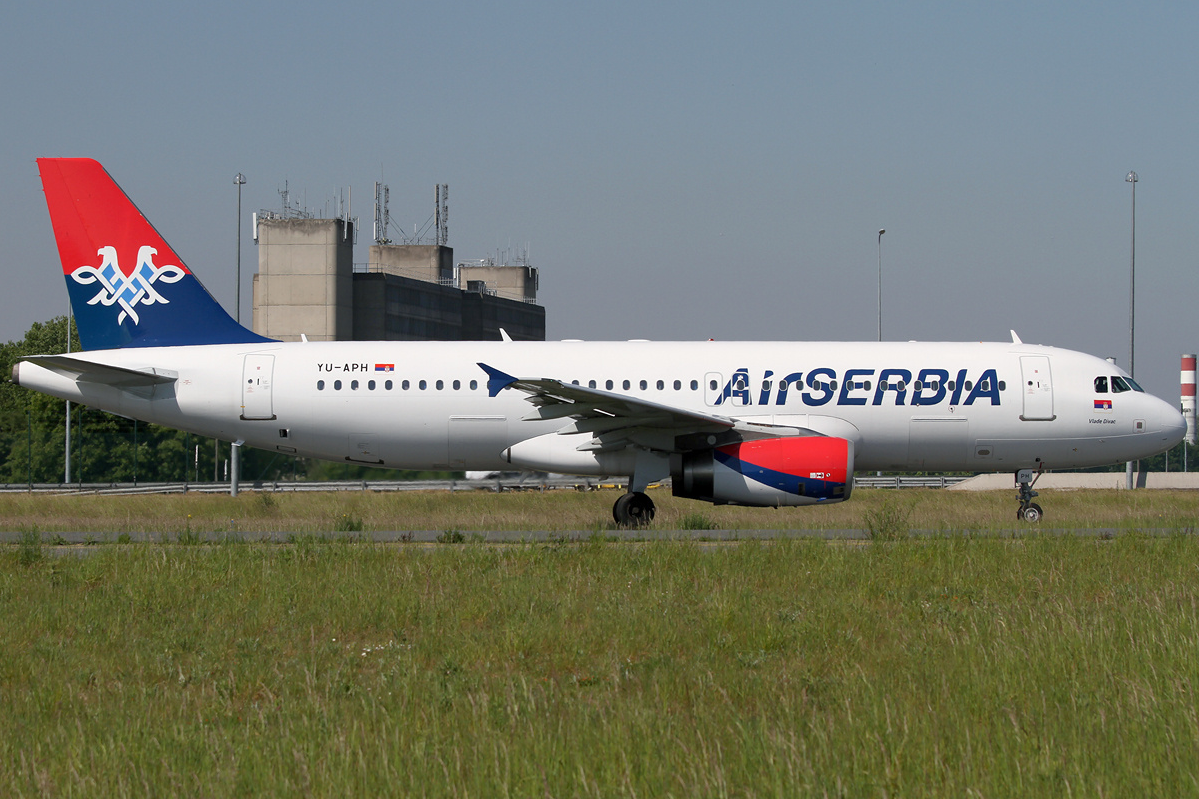
塞爾維亞航空空中巴士A320-200在巴黎夏爾·戴高樂機場（攝於2014年）

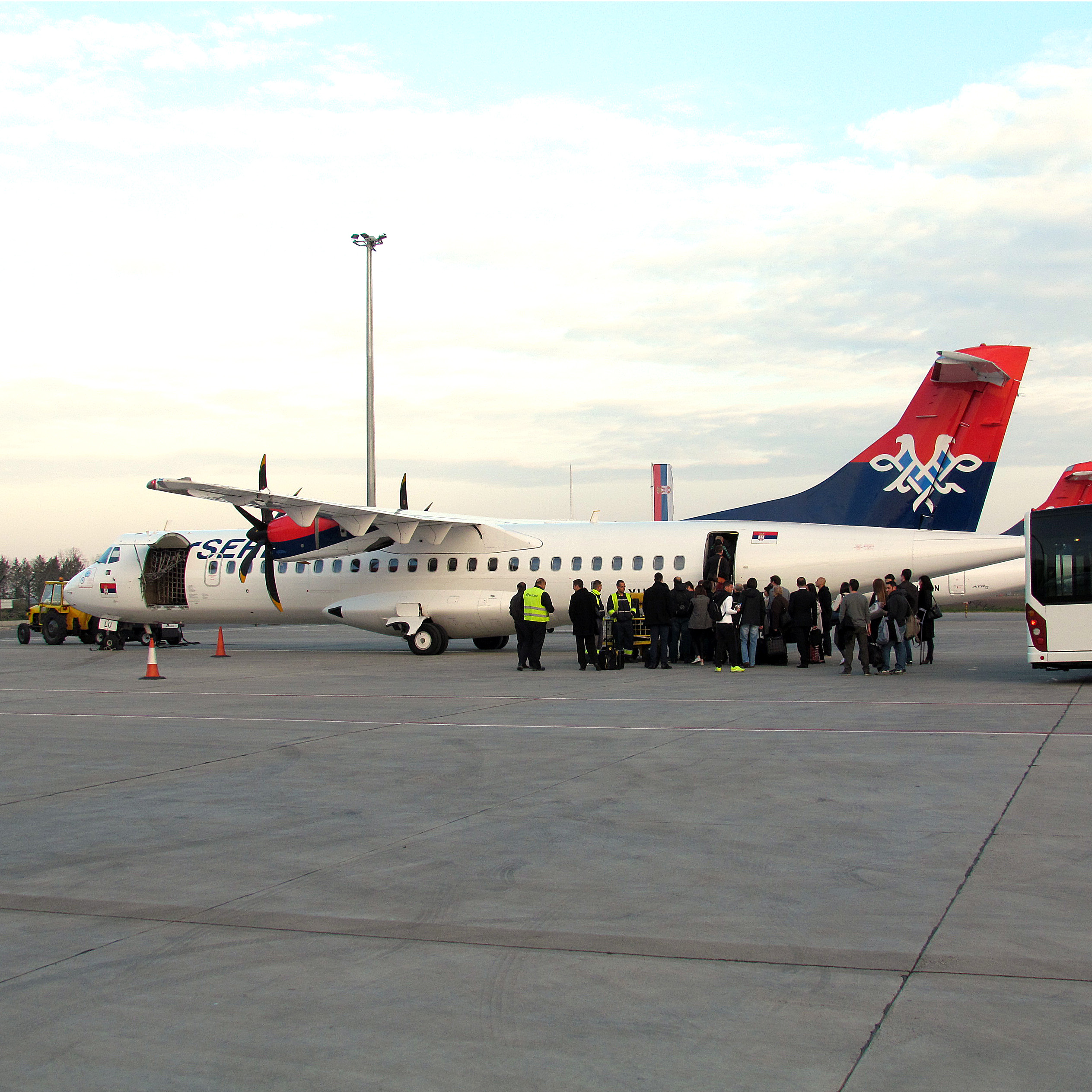
塞爾維亞航空ATR 72在貝爾格萊德尼古拉·特斯拉機場（攝於2015年）

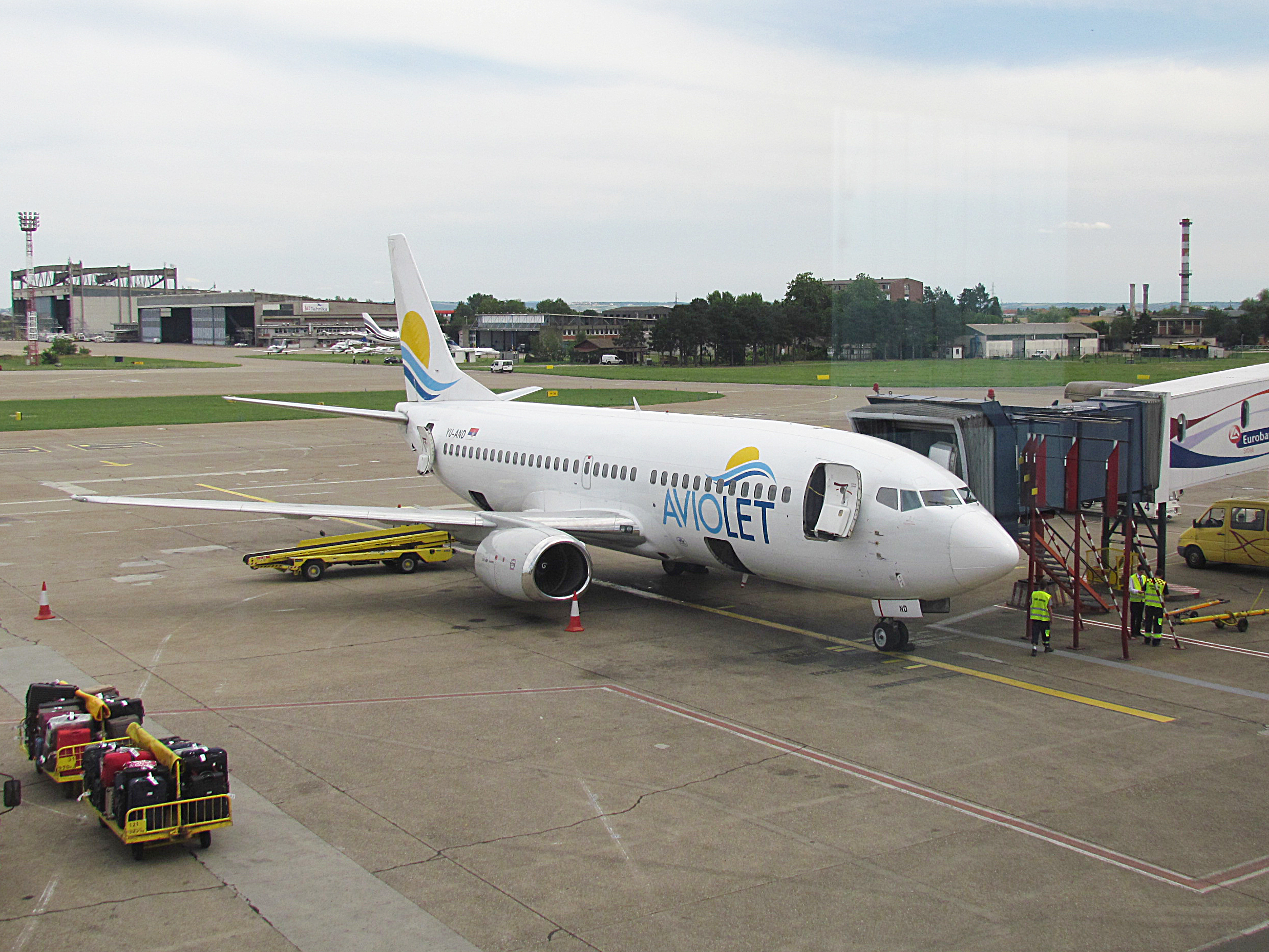
Aviolet波音737-300在貝爾格萊德尼古拉·特斯拉機場（攝於2014年）

塞尔维亚航空先前通过阿提哈德航空订购的10架空中巴士A320neo，因阿提哈德航空财务困难而全部取消。

## 外部連結
- 官方網站 （页面存档备份，存于）